# Síndria

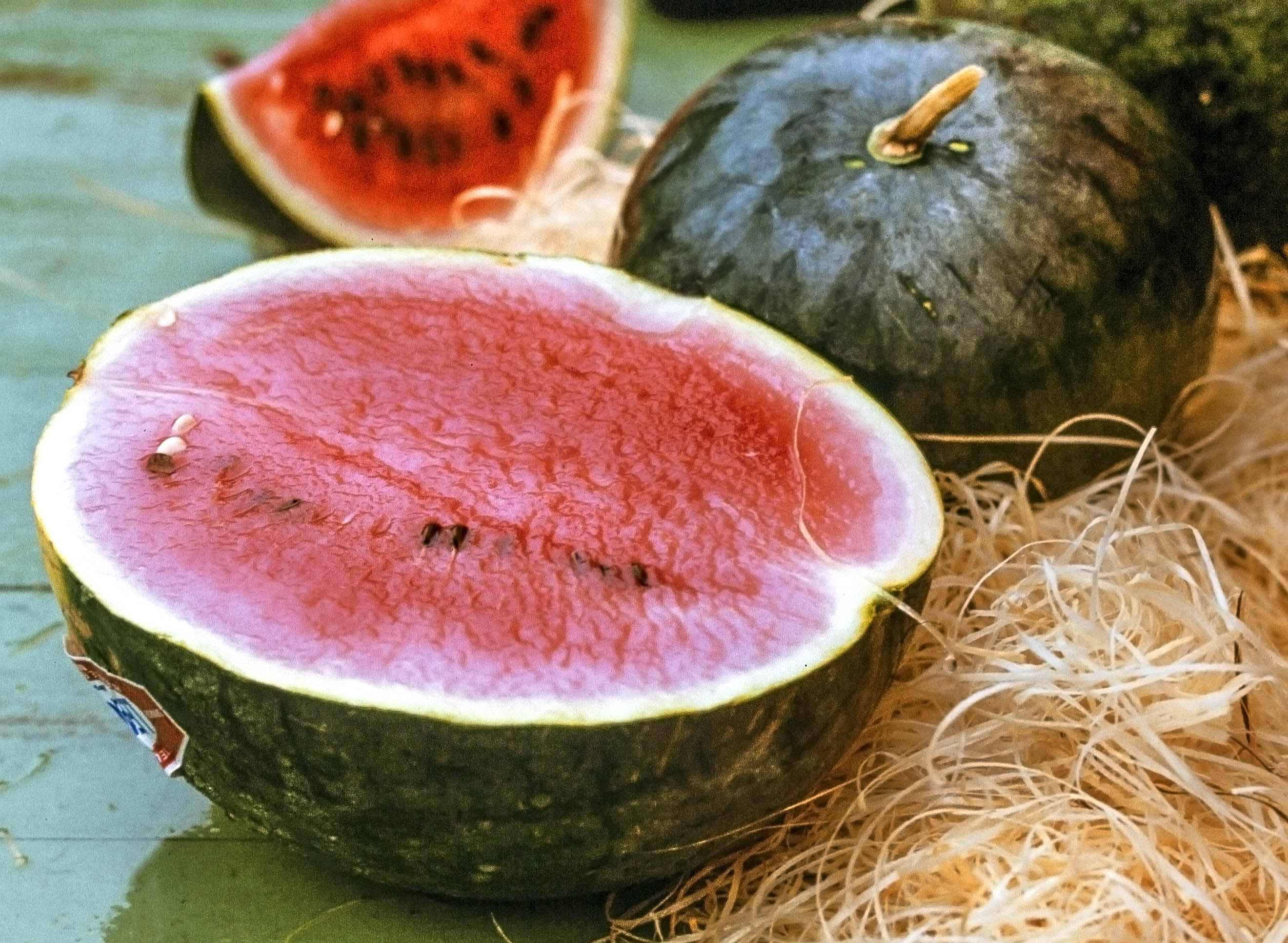

La síndria, el meló d'aigua, d'Alger o de moro és un fruit comestible que prové de la sindriera. És una baia amb escorça dura i sense divisions internes, i es diu botànicament pepo. La carn dolça i sucosa sol ser de color vermell intens, amb moltes llavors negres, tot i que existeixen varietats sense llavors. La fruita es pot menjar crua o en escabetx, i la pela és comestible després de la cocció. També es pot consumir com a suc o com a ingredient en begudes combinades. La millora vegetal ha desenvolupat varietats resistents a les malalties i molts cultius produeixen fruits madurs abans de 100 dies de la plantació. El 2017, la Xina va produir aproximadament dos terços del total mundial de síndries.

## Descripció
El fruit gran és una mena de baia modificada anomenada pepo amb escorça gruixuda (exocarpi) i centre carnós (mesocarpi i endocarpi). Les plantes silvestres tenen fruits de fins a 20 cm de diàmetre, mentre que les varietats cultivades poden superar els 60 cm. La pell de la fruita és de color verd fosc i sol ser homogènia o ratllada, i la carn, que conté nombroses llavors repartides per l'interior, pot ser de color vermell (més freqüentment), taronja, groc, verd o blanc. La síndria amarga C. amarus s'ha naturalitzat en regions semiàrides de diversos continents i es designa com una plaga en parts d'Austràlia Occidental on s'anomenen «meló de porc».

## Alimentació
La síndria és una fruita dolça que es consumeix habitualment a l'estiu, generalment amb rodanxes fresques, tallades a daus en amanides de fruites mixtes o com a suc. Habitualment es pren per postres. El suc de síndria es pot barrejar amb altres sucs de fruita, per fer-ne sopa juntament amb tomàquets i pebrots. Barrejat amb altres sucs també es pot convertir en vi.
Les llavors tenen un sabor a fruits secs i es poden assecar i torrar, o moldre-les en farina. A la Xina, les llavors es mengen a les celebracions de l'Any Nou xinès. A la cultura vietnamita, les llavors de síndria es consumeixen durant les vacances d’any nou vietnamita, Tết, com a berenar. Les llavors de síndria són un aliment popular a Israel. Les síndries es conreen localment i les llavors es torren i se solen salar.
Es poden menjar escorces de síndria, però el seu sabor poc atractiu es pot superar mitjançant l'escabetx, a vegades menjat com a verdura, sofregit o guisat.

## Nutrients
La fruita de la síndria té un 91% d'aigua, conté un 6% de sucres i és baixa en greixos.
100 grams de fruita de síndria subministren 125 kcal d’energia alimentària i una quantitat baixa de nutrients essencials. Només la vitamina C és present en un contingut apreciable al 10% de la quantitat d'ingestió diària recomanada. La polpa de síndria conté carotenoides, inclòs el licopè.
L'aminoàcid citrul·lina es produeix a la pell de la síndria.